# Mychajlivka (Vasylivský rajón)
Mychajlivka (ukrajinsky Михайлівка; rusky Михайловка – Michajlovka) je sídlo městského typu v Záporožské oblasti na Ukrajině. Leží jižně od Kachovské přehrady, severně od Melitopolu, zhruba 25 kilometrů západně od Tokmaku a necelých 80 kilometrů jižně od Záporoží, správního střediska celé oblasti. V roce 2012 žilo v Mychajlivce zhruba dvanáct a půl tisíce obyvatel.